# François-Joseph Troubat
Pour les articles homonymes, voir Troubat (homonymie).
François-Joseph Troubat, né à Montluçon le 6 avril 1874 et mort dans la même ville le 28 mars 1968, est un industriel français.  Il est connu d'une part pour ses nombreuses publications pacifistes, sous le nom de Troubat Le Houx, d'autre part pour le château et le parc de la Louvière, qu'il a fait réaliser à Montluçon et qui seront légués à la ville.

## Biographie
Il prend la succession de son père, Pierre Troubat, qui avait fondé en 1872 la Société générale des cires françaises (cires, bougies) et créé à Montluçon l'une des premières usines modernes de la ville. Il jouit ainsi d'une grande fortune, à laquelle s'ajoutait celle de sa femme, Germaine Le Houx, qu'il avait épousée le 27 octobre 1903 à Paris ; il mit cette fortune au service de sa passion pour l'art et de son combat pacifiste.
Il est inhumé au cimetière de Prémilhat.

## La Louvière
Il fait édifier le château de la Louvière à Montluçon par l'architecte René Sappin des Raynaud. La construction de la demeure, librement inspirée du Petit Trianon de Versailles, a débuté en 1926 et s'est poursuivie jusqu'en 1953, après la mort de l'architecte.
Troubat a dessiné lui-même le parc, mélange de jardin à la française et de parc à l'anglaise.
L'ensemble a été légué à la ville de Montluçon après la mort de Troubat. La demeure, qui se visite, a conservé son mobilier et son décor d'origine, correspondant au goût de François-Joseph Troubat pour le XVIIe et XVIIIe siècles français.

## Pacifiste
Son combat acharné pour la paix s'est manifesté par la publication de multiples brochures, parmi lesquelles :
- L'Europe et la paix (1934).
- Le Travail et la paix (1936).
- Pour la paix (1939).
- Le Chemin de la paix (1948).
- L'Homme et la paix (1948).
- Le Mérite de la paix (1948).
- Les Arcanes de la paix (rééd. 1956).
- L'Art et la paix (rééd. 1956).
- L'Aventure humaine et la paix (rééd. 1956).
- Dieu et la paix (rééd. 1956).
- L'Évolution et la paix (rééd. 1956).
- La Faim et la paix (rééd. 1956).
- L'Ère atomique et la paix (1963).